# Confédération des syndicats de la République slovaque
La Konfederácia odborových zväzov Slovenskej republiky (KOZSR - Confédération des syndicats de la République slovaque) est une confédération syndicale slovaque. Elle est affiliée à la Confédération européenne des syndicats et à la Confédération syndicale internationale.